# پیوند فلز-نیم‌رسانا
در فیزیک حالت جامد، پیوند فلز-نیم‌رسانا (ام-اس) نوعی پیوند الکتریکی است که در آن یک فلز از نزدیک با یک ماده نیم‌رسانا متصل می‌شود. این قدیمی‌ترین قطعه نیم‌رسانای عملی است. پیوندهای ام-اس می‌توانند یکسوساز یا غیریکسوسازی باشند. محل پیوند فلز-نیم‌رسانا یکسوساز یک سد شاتکی تشکیل می‌دهد، و قطعه‌ای که به عنوان دیود شاتکی شناخته می‌کنند را می‌سازد، در حالی که پیوند غیریکسوساز را یک اتصال اهمی می‌نامند. (در مقابل، یک پیوند نیم‌رسانا-نیم‌رسانا یکسوسازی، متداول‌ترین ادوات نیم‌رسانای امروزی، که به عنوان اتصال پی–اِن شناخته می‌شود، است)
پیوندهای فلز-نیم‌رسانا برای عملکرد همه ادوات نیم‌رسانا بسیار مهم هستند. معمولاً یک اتصال اهمی مطلوب است، به‌طوری که بار الکتریکی بتواند به راحتی بین ناحیه فعال ترانزیستور و مدارهای خارجی متصل شود. گاهی اوقات یک سد شاتکی مفید است، مانند دیودهای شاتکی، ترانزیستورهای شاتکی و ترانزیستورهای اثر میدانی فلز-نیم‌رسانا.

## مشخصه‌های مهم: ارتفاع سد شاتکی

نمودار نواری برای اتصال فلز- نیم‌رسانا در بایاس صفر (تعادل). تعریف گرافیکی از ارتفاع سد شاتکی، Φ_{B}، برای یک نیم‌رسانای نوع n به عنوان تفاوت بین سطح لبه نوار هدایت E_{C} و تراز فرمی E_{F} نشان داده شده‌است.

ترازبندی نوارهای نیم‌رسانا در نزدیکی محل پیوند معمولاً از سطح آلایش نیم‌رسانا مستقل است، بنابراین ارتفاع سد شاتکی از نوع n و نوع p در حالت ایده‌آل با یکدیگر مرتبط هستند توسط:
{\displaystyle \Phi _{\rm {B}}^{(n)}+\Phi _{\rm {B}}^{(p)}=E_{\rm {g}}}
که در آن Eg نوار ممنوعه نیم‌رسانا است.
در عمل، ارتفاع سد شاتکی دقیقاً خط اتصال تقاطع ثابت نیست و در سطح بین وجه‌ها متفاوت است.

## تاریخ
خاصیت یکسوسازی پیوندهای فلز-نیم‌رسانا توسط فردیناند براون در سال ۱۸۷۴ با استفاده از فلز جیوه متصل‌شده با نیم‌رساناهای سولفید مس و سولفید آهن کشف شد. سر جاگادیش چاندرا بوس در سال ۱۹۰۱ درخواست ثبت اختراع ایالات متحده برای دیود فلز-نیم‌رسانا را داد. این حق ثبت اختراع در سال ۱۹۰۴ اهدا شد.
جی‌دبلیو پیکارد در سال ۱۹۰۶ حق ثبت اختراع بر روی یکسوساز اتصال نقطه‌ای با استفاده از سیلیسیم را دریافت کرد. در سال ۱۹۰۷، جورج دبلیو پیرس مقاله ای در بازبینی فیزیک منتشر کرد که خصوصیات یکسوکنندگی دیودهای ساخته شده توسط کندوپاش بسیاری از فلزات را روی بسیاری از نیم‌رساناها نشان می‌دهد. استفاده از یکسوساز دیود فلز-نیم‌رسانا توسط لیلینفلد در سال ۱۹۲۶ در اولین سه حق ثبت اختراع ترانزیستور به عنوان گیت ترانزیستورهای اثر میدانی فلز-نیم‌رسانا پیشنهاد شد. تئوری ترانزیستور اثر میدانی با استفاده از یک گیت فلزی/نیم‌رسانا توسط ویلیام شاکلی در سال ۱۹۳۹ مطرح شد.